# 山形県立山形西高等学校
山形県立山形西高等学校（やまがたけんりつ やまがたにしこうとうがっこう, Yamagata Prefectural Yamagata Nishi High School）は、山形県山形市鉄砲町一丁目にある県立の高等学校。
山形市近辺では「西高」（にしこう）と呼ばれている。

## 概要
歴史
1898年（明治31年）創立の「山形市高等女学校」を前身とする。1902年（明治35年）に県立移管され、数回の改称を経て1948年（昭和23年）の学制改革により、新制高等学校となった。男女共学であるが、高等女学校が前身ということもあり、事実上女子校となっている。制服はセーラー服。2018年（平成30年）に創立120周年を迎えた。
設置課程・学科
全日制課程 普通科
校訓
「親睦友愛・切磋琢磨」
校章
高等女学校時代の1930年（昭和5年）に制定。当時の山形県女子師範学校と兼任の図画担当教諭、大八木栄治による図案。校名の改称に伴い、中央の文字を変更。鏡（八稜鏡と丸い鏡）を組み合わせたものを背景にして、中央に「山形西高」の文字（縦書き）を置いている。
象徴「嚶鳴」
学園祭・校友会・同窓会・PTA・後援会のいずれにも「嚶鳴（おうめい）」の名が付けられている。これは、鳥が相和して睦まじく鳴きかわすこと、転じて朋友・師弟の睦まじいつどいの心と切磋琢磨の心を意味している。
校歌
1953年（昭和28年）に制定。作詞は神保光太郎、作曲は信時潔による。歌詞は3番まであり、校名は歌詞に一切登場しない。その代わり学校の象徴である「嚶鳴」が登場する。また、本校が一度山形県立山形南高等学校に統合された際に制定された同校の校歌の各番に登場する「君とわれ」というフレーズも登場している。

## 沿革
高等女学校時代
- 1898年（明治31年）6月25日 - 「山形市高等女学校」が旅篭町（現・山形地方裁判所敷地）に開校。
- 1901年（明治34年）8月 - 「山形市立高等女学校」と改称。
- 1902年（明治35年）
  - 4月 - 山形県女子師範学校の開校と同時に、「山形県高等女学校」が設置される。  
    - 山形市立高等女学校の生徒が収容される。

  - 7月 - 香澄町（現・山形市民会館、山形保健所）に新校舎が完成。
- 1903年（明治36年）6月 - 「山形県立山形高等女学校」と改称。
- 1908年（明治41年）9月 - 皇太子が来校。
- 1925年（大正14年）10月 - 皇太子が来校。
- 1929年（昭和4年）4月 - この時の入学生から修業年限が5年となる（それまでは4年だった）。
- 1932年（昭和7年）
  - 4月 - 第二高等女学校の設置に伴い、「山形県立山形第一高等女学校」と改称。
  - 11月 - 創立30周年を記念して体育館が完成。
- 1943年（昭和18年）4月 - 中等学校令の施行により、この時の入学生から修業年限が4年となる。
- 1944年（昭和19年）
  - 2月 - 本校舎が全焼。
  - この年 - 勤労動員が開始。
- 1945年（昭和20年）
  - 3月 - 教育ニ関スル戦時非常措置方策の修業年限4年施行前倒しにより、5年生と4年生の合同卒業式を挙行。
    - 本来、修業年限4年が施行されるのは中等学校令が施行された1943年（昭和18年）4月に入学した生徒が4年を修了する1947年（昭和22年）3月であったが、戦況の悪化により中等学校令施行前の1941年（昭和16年）以降に入学した生徒にも修業年限4年が適用されることになった。これにより、1940年（昭和15年）入学の5年生と1941年（昭和16年）入学の4年生の合同卒業式が行われた。

  - 4月1日 - 学校での授業を停止。ただし勤労動員は継続。
  - 4月4日 - 川崎大空襲により、神奈川県川崎市で学徒動員中の教員1名と生徒5名が殉難。
  - 8月 - 終戦。
  - 9月 - 授業を再開。
- 1946年（昭和21年）
  - 4月1日 - 修業年限が5年となる（ただし4年修了時点で卒業することもできた）。
  - 7月 - 学校復興促進委員会が結成され、校舎の再建が協議される。
- 1947年（昭和22年）4月1日 - 学制改革（六・三制の実施）が行われる。
  - 高等女学校の募集を停止。
  - 新制中学校を併設し（名称:山形県立山形第一高等女学校併設中学校、以下・併設中学校）、高等女学校1・2年修了者を新制中学校2・3年生として収容。
  - 併設中学校は経過措置としてあくまで暫定的に設置されたため、新たに生徒募集は行われず、在校生が2・3年生のみの中学校であった。
  - 高等女学校3・4年修了者はそのまま在籍し、4・5年生となった（ただし4年修了時点で卒業することもできた）。

新制高等学校
- 1948年（昭和23年）
  - 4月1日 - 学制改革（六・三・三制の実施）により、高等女学校は廃止され、新制高等学校「山形県立山形第四高等学校[注釈 1]」（女子校）が発足。
    - 高等女学校卒業者（5年修了者）を新制高校3年生、高等女学校4年修了者を新制高校2年生、併設中学校卒業者（3年修了者）を新制高校1年生として収容。
    - 併設中学校を継承し（名称:山形県立山形第四高等学校併設中学校）、在校生が1946年（昭和21年）に高等女学校へ最後に入学した3年生のみとなる。

  - 12月 - 現在地（当時・末広町2番地、現・鉄砲町一丁目15番64号）に移転を完了。
- 1949年（昭和24年）3月31日 - 併設中学校を廃止。
- 1950年（昭和25年）4月 - 高校三原則に基づく高校再編により、山形県立山形第二高等学校と統合され、「山形県立山形南高等学校」と改称。
  - 旧・山形第四高等学校（山形第一高等女学校）の校舎は「西校舎」として使用される。
- 1952年（昭和27年）4月 - 山形県立山形南高等学校から分離（統合を解消）し、「山形県立山形西高等学校」（現校名）として独立。
- 1953年（昭和28年）
  - 4月 - 体育館が完成。
  - 9月28日 - 校歌を制定。
- 1958年（昭和33年）1月18日 - クラス対抗合唱コンクールを開始。
- 1959年（昭和34年）11月 - 創立60周年を記念して校舎を増築。
- 1960年（昭和35年）10月18日 - 山寺に学校林を設置。
- 1961年（昭和36年）6月4日 - 新校舎（第2・3校舎）、嚶鳴会館（同窓会館）、石倉書庫が完成。
- 1963年（昭和38年）6月29日 - 鉄筋コンクリート3階建ての校舎が完成。
- 1964年（昭和39年）
  - 2月 - 校内放送施設が完成。
  - 10月 - グラウンドを整備。
- 1966年（昭和41年）12月 - 校門（現・北門）が完成。
- 1968年（昭和43年）
  - 3月 - 音楽堂が完成。
  - 8月 - 理科棟（物理・化学・生物）が完成。
- 1969年（昭和44年）1月 - 石倉内に嚶鳴資料館が開館。
- 1970年（昭和45年）9月 - 第一体育館が完成。
- 1971年（昭和46年）10月 - 弓道場が完成。
- 1972年（昭和47年）7月 - 中庭造園が完成
- 1974年（昭和49年）4月 - 第一高等女学校学徒動員戦没者第33回忌繰上追悼法要を長源寺で執り行う。
- 1975年（昭和50年）3月 - 新校旗を樹立。
- 1976年（昭和51年）
  - 1月 - 第1校舎の改築工事中に、縄文土器が発見される[1]。
  - 2月 - 音楽部顕彰レリーフ「合唱」が完成。
  - 4月 - 山形県教育庁文化課による埋蔵文化財第1次発掘が行われる[2]。
  - 7月 - 埋蔵文化財第2次発掘が行われる。「山形西高等学校敷地内遺跡」と命名される。嚶鳴会館の増改築が完了。
  - 9月 - 第1校舎の改築が完成。
- 1977年（昭和52年）
  - 2月 - 山形県立山形聾学校跡地にある体育館等の施設が移管され、末広校舎とする。
  - 11月 - 新校門が完成。
- 1979年（昭和54年）
  - 1月 - 石倉内に嚶鳴考古館が開館[3]。
  - 2月 - 中庭に池が完成。
- 1985年（昭和60年）2月 - 図書館と理科棟が完成。
- 1990年（平成2年）9月 - 第2校舎が完成。グラウンドを整備。
- 1993年（平成5年）3月 - 新嚶鳴会館が完成。
- 1997年（平成9年）9月 - 第1校舎東棟（特別教室棟）が完成。
- 1998年（平成10年）
  - 8月 - 新体育館が完成。
  - 10月22日 - 創立100周年記念式典を挙行[4]。
- 2000年（平成12年）2月 - 推薦入試を導入。
- 2002年（平成14年）4月 - 完全週5日制の実施に伴い、65分×5校時授業を、55分×6校時授業に改定。
- 2003年（平成15年）12月 - 第二嚶鳴会館が完成し、「アカシア会館」と命名。
- 2004年（平成16年）10月 - 校舎の耐震補強工事を実施。

## 年中行事
- 創立記念式、合唱コンクール - 毎年6月末
- 校内総体 - 毎年7月中旬
- 嚶鳴祭（おうめいさい） - 毎年8月末
- 修学旅行（4泊5日）

## 部活動
- 文化部
  - 文芸、演劇、新聞、クッキング、手芸、茶道、華道、音楽、美術（イラスト）、書道、科学、写真、英語、放送、箏曲
- 体育部 
  - バスケット、バレー、卓球、ソフトテニス、陸上、登山、バドミントン、新体操、ソフトボール、水泳、弓道、剣道、なぎなた、テニス、サッカー
- 愛好会他 
  - JRC

## 著名な出身者
- 石坂照子 - 免疫学者、ジョンズ・ホプキンス大学元教授
- 志田周子 - 医師、歌人
- 柴田タカ - 1932年ロサンゼルスオリンピック女子100メートル競走日本代表
- 桜井浜江 - 洋画家
- 龍田静枝 - サイレント映画女優
- 吉村美栄子 - 山形県知事
- 渡辺えり - 女優
- 石沢綾子 - 元北海道テレビ放送アナウンサー
- 遠藤敦子 - 元さくらんぼテレビジョンアナウンサー
- 武田祐子 - フリーアナウンサー、元フジテレビアナウンサー
- 旗本由紀子 - フリーアナウンサー、元山形放送アナウンサー
- 大木瞳美 - 元山形放送アナウンサー
- 横尾友栄 - 元山形放送アナウンサー
- 丹舞子 - 元福島放送アナウンサー、元さくらんぼテレビジョンアナウンサー
- 平塚柚希 - NHKアナウンサー
- 佐竹なな - グラビアアイドル、モデル

## 交通アクセス
- JR山形駅より徒歩17分
- JR山形駅より山交バスで芸術工科大学行・西蔵王行で「西高前」バス停下車すぐ